# Höganäs stad
Höganäs stad var en tidigare kommun i Malmöhus län. 

## Administrativ historik
Höganäs stad bildades 1936 genom en utbrytning av Höganäs municipalsamhälle ur Väsby landskommun. Denna landskommun inkorporerades 1967 i staden. 1971 gick staden upp i den då nybildade Höganäs kommun.
I likhet med andra under 1900-talet inrättade stadskommuner fick staden inte egen jurisdiktion utan låg fortsatt under landsrätt och ingick i Luggude tingslag.
I kyrkligt hänseende hörde staden till Höganäs församling. 1967 tillkom Vikens och Väsby församlingar.

### Sockenkod
För registrerade fornfynd med mera så återfinns staden inom ett område definierat av sockenkod 1266 som motsvarar den omfattning staden hade kring 1950.

## Stadsvapnet
Blasonering: I fält av silver två stolpvis ställda facklor överlagda med ett ankare, allt i rött.
Vapnet fastställdes för Höganäs stad 1937. Symbolerna syftar på gruvverksamheten. Gruvbolaget hade ett ankare som varumärke. Efter kommunbildningen 1971 valdes stadens vapen men facklorna gjordes svarta. Vapnet registrerades för kommunen i PRV 1979.

## Geografi
Höganäs stad omfattade den 1 januari 1952 en areal av 6,00 km², varav 5,99 km² land.

### Tätorter i staden 1960
I Höganäs stad fanns del av tätorten Höganäsa, som hade 7 473 invånare i staden den 1 november 1960. Tätortsgraden i staden var då 100,0 procent.

## Näringsliv
Vid folkräkningen den 31 december 1950 var befolkningen i kommunens huvudnäring uppdelad på följande sätt:
- 64,6 procent av befolkningen levde av industri och hantverk
- 9,8 procent av handel
- 9,0 procent av samfärdsel
- 6,4 procent av offentliga tjänster m.m.
- 3,8 procent av gruvbrytning
- 3,2 procent av jordbruk med binäringar
- 1,2 procent av husligt arbete
- 1,9 procent av ospecificerad verksamhet.

Av den förvärvsarbetande befolkningen jobbade bland annat 28,8 procent i jord- och stenindustrin, 9,7 procent i textil- och sömnadsindustrin och 8,7 procent i metallindustrin. 114 av förvärvsarbetarna (3,6 procent) hade sin arbetsplats utanför kommunen.

## Politik

### Mandatfördelning i valen 1938-1966
| 25 | 5 |

| 30 |

| 25 |  | 4 |

| 29 |

| 23 | 3 | 4 |

| 29 |

| 23 | 4 | 3 |

| 28 |

| 22 | 4 | 4 |

| 27 |

| 21 | 3 | 6 |

| 28 |

| 21 |  | 4 | 4 |

| 28 |

| 22 | 4 | 7 | 7 |

| 37 |